# جکی گودوین
جکی گودوین (انگلیسی: Jackie Goodwin; ۲۹ سپتامبر ۱۹۲۰ – ۷ مهٔ ۱۹۹۵) بازیکن فوتبال اهل بریتانیا بود.
از باشگاه‌هایی که در آن بازی کرده‌است می‌توان به باشگاه فوتبال دارتفورد، باشگاه فوتبال ووستر سیتی، باشگاه فوتبال بیرمنگام سیتی، و باشگاه فوتبال برنتفورد اشاره کرد.